# Altubinal
Altubinal - Алтубинал (rus) és un khútor del krai de Krasnodar, a Rússia. Es troba als vessants del Caucas occidental, a la capçalera del riu Pxix, a 30 km al nord-est de Tuapsé i a 103 km al sud de Krasnodar.
Pertany al possiólok d'Oktiabrski.